# Massino Visconti
Massino Visconti (piemontesisch und lombardisch Massin) ist eine Gemeinde mit 1102 Einwohnern (Stand 31. Dezember 2023) in der italienischen Provinz Novara (NO), Region Piemont.
Nachbargemeinden sind Armeno, Brovello-Carpugnino, Lesa und Nebbiuno.
Das Gemeindegebiet umfasst eine Fläche von 6 km².

## Bevölkerung
| Bevölkerungsentwicklung | Bevölkerungsentwicklung |
| Jahr                    | Einwohner               |
| ----------------------- | ----------------------- |
| 1861                    | 1000                    |
| 1871                    | 1065                    |
| 1881                    | 1106                    |
| 1901                    | 1171                    |
| 1911                    | 1237                    |
| 1921                    | 1170                    |
| 1931                    | 0984                    |
| 1936                    | 0983                    |
| 1951                    | 0921                    |
| 1961                    | 0856                    |
| 1971                    | 0824                    |
| 1981                    | 0968                    |
| 1991                    | 0967                    |
| 2001                    | 1090                    |
| 2011                    | 1111                    |
| 2012                    | 1101                    |

## Sehenswürdigkeiten
- Kirche San Michele (11. Jahrhundert) mit Fresken von Giovanni de Campo

## Persönlichkeiten
- Filippo Maria Visconti (1721–1801), Erzbischof von Mailand